# Jade O'Dowda
Jade O'Dowda (9 de septiembre de 1999) es una deportista de Reino Unido que compite en atletismo. Ganó una medalla de bronce en los Juegos de la Mancomunidad de 2022, en la prueba de heptatlón.